# Fed Cup 2012 Wereldgroep I
De Fed Cup 2012 Wereldgroep I is het hoogste niveau van de Fed Cup 2012.

## Deelnemers
Acht landen namen deel aan de Wereldgroep I:
| geplaatst | geplaatst | geplaatst                                                                                               | ongeplaatst (geloot) | ongeplaatst (geloot)                                                                     |
| nr.       | land      | speelsters                                                                                              | land                 | speelsters                                                                               |
| --------- | --------- | --- | -------------------- | ---------------------------------------------------------------------------------------- |
| 1.        | Tsjechië  | Iveta Benešová Petra Kvitová Lucie Hradecká Barbora Záhlavová-Strýcová Lucie Šafářová Andrea Hlaváčková | Duitsland            | Sabine Lisicki Julia Görges Angelique Kerber Anna-Lena Grönefeld                         |
| 2.        | Rusland   | Maria Sjarapova Svetlana Koeznetsova Nadja Petrova Anastasija Pavljoetsjenkova Jelena Vesnina           | Spanje               | Sílvia Soler Espinosa Carla Suárez Navarro Nuria Llagostera Vives Arantxa Parra Santonja |
| 3.        | België    | Kirsten Flipkens Yanina Wickmayer Alison Van Uytvanck                                                   | Servië               | Jelena Janković Bojana Jovanovski Aleksandra Krunić Ana Ivanović                         |
| 4.        | Italië    | Sara Errani Francesca Schiavone Flavia Pennetta Roberta Vinci                                           | Oekraïne             | Kateryna Bondarenko Lesja Tsoerenko Olha Savtsjoek                                       |

## Reglement
Het ITF Fed Cup comité bepaalt welke vier landen geplaatst worden. De winnaar van vorig jaar wordt het eerste reekshoofd; de finaleverliezer het tweede. Het derde en het vierde reekshoofd worden vastgesteld aan de hand van de ITF Fed Cup Nations Ranking. De tegenstanders van de geplaatste landen worden door loting bepaald. Welk land thuis speelt, hangt af van hun vorige ontmoeting (om de andere), dan wel wordt door loting bepaald als zij niet eerder tegen elkaar speelden. Een landenwedstrijd bestaat uit (maximaal) vijf "rubbers": vier enkelspelpartijen en een dubbelspelpartij. Het land dat drie "rubbers" wint, is de winnaar van de landenwedstrijd.
De vier landen die in de eerste ronde winnen, strijden via een halve finale en de finale om de titel.
De vier landen die in de eerste ronde verliezen, krijgen een kans om zich te behoeden voor degradatie naar Wereldgroep II. Zij doen dat door deel te nemen aan de Wereldgroep I play-offs.

## Toernooischema
|  | eerste ronde 4 en 5 februari | eerste ronde 4 en 5 februari |                           |   | halve finale 21 en 22 april | halve finale 21 en 22 april |  |  | finale 3 en 4 november | finale 3 en 4 november |
|  |                              |                              |                           |   |                             |                             |  |  |                        |                        |
|  |                              |                              |                           |   |                             |                             |  |  |                        |                        |
|  | Stuttgart, hardcourt binnen  |                              |                           |   |                             |                             |  |  |                        |                        |
|  |                              |                              |                           |   |                             |                             |  |  |                        |                        |
|  | Duitsland                    | 1                            |                           |   |                             |                             |  |  |                        |                        |
|  | Duitsland                    | 1                            | Ostrava, hardcourt binnen |   |                             |                             |  |  |                        |                        |
|  | Tsjechië (1)                 | 4                            |                           |   |                             |                             |  |  |                        |                        |
|  | Tsjechië (1)                 | 4                            | Tsjechië (1)              | 4 |                             |                             |  |  |                        |                        |
|  | Biella, gravel binnen        |                              | Tsjechië (1)              | 4 |                             |                             |  |  |                        |                        |
|  |                              | Italië (4)                   | 1                         |   |                             |                             |  |  |                        |                        |
|  | Italië (4)                   | Italië (4)                   | 1                         | 3 |                             |                             |  |  |                        |                        |
|  | Italië (4)                   |                              | Praag, hardcourt binnen   | 3 |                             |                             |  |  |                        |                        |
|  | Oekraïne                     | 2                            |                           |   |                             |                             |  |  |                        |                        |
|  | Oekraïne                     | 2                            | Tsjechië (1)              | 3 |                             |                             |  |  |                        |                        |
|  | Moskou, hardcourt binnen     |                              | Tsjechië (1)              | 3 |                             |                             |  |  |                        |                        |
|  |                              | Servië                       | 1                         |   |                             |                             |  |  |                        |                        |
|  | Rusland (2)                  | Servië                       | 1                         | 3 |                             |                             |  |  |                        |                        |
|  | Rusland (2)                  | Moskou, gravel binnen        |                           | 3 |                             |                             |  |  |                        |                        |
|  | Spanje                       | 2                            |                           |   |                             |                             |  |  |                        |                        |
|  | Spanje                       | 2                            | Rusland (2)               | 2 |                             |                             |  |  |                        |                        |
|  | Charleroi, hardcourt binnen  |                              | Rusland (2)               | 2 |                             |                             |  |  |                        |                        |
|  |                              | Servië                       | 3                         |   |                             |                             |  |  |                        |                        |
|  | België (3)                   | Servië                       | 3                         | 2 |                             |                             |  |  |                        |                        |
|  | België (3)                   |                              |                           | 2 |                             |                             |  |  |                        |                        |
|  | Servië                       | 3                            |                           |   |                             |                             |  |  |                        |                        |
|  | Servië                       | 3                            |                           |   |                             |                             |  |  |                        |                        |

Eerstgenoemd team speelde thuis.

### Resultaat
- Het toernooi werd gewonnen door Tsjechië. In de finale tegen Servië won Lucie Šafářová haar beide rubbers in het enkelspel.
- Servië, Italië, Rusland en Tsjechië mogen ook het volgend jaar meedoen met de Wereldgroep I.
- Duitsland, Oekraïne, Spanje en België gingen naar de Wereldgroep I play-offs.